# Edmund Męclewski
Edmund Męclewski (ur. 18 grudnia 1913 w Dortmundzie, zm. 5 maja 1992 w Warszawie) – polski dziennikarz i publicysta.

## Życiorys
Był synem murarza Augustyna Męclewskiego i Marianny z domu Jerzyk oraz bratem dziennikarza Alojzego Męclewskiego. W 1936 ukończył studia na Wydziale Filologii Polskiej Uniwersytetu Poznańskiego. Pracownik redakcji „Dziennika Narodowego” w Rogoźnie (1930), redakcji „Kuriera Poznańskiego” (1931–1939). W latach 1930–1939 członek Towarzystwa Gimnastycznego „Sokół”.
W czasie II wojny światowej członek tajnego Zrzeszenia Ziem Zachodnich oraz organizacji Ojczyzna. 15 sierpnia 1943 został kierownikiem Sekcji Zachodniej Departamentu Informacji i Dokumentacji Delegatury Rządu na Kraj. Był też redaktorem prasy konspiracyjnej („Biuletyn Zachodni”, „Zachodnie Ziemie Rzeczypospolitej”, „Zachodnia Straż Rzeczypospolitej”). Członek Batalionu im. Waleriana Łukasińskiego AK.
Niedługo po wojnie, od października 1945 do ok. 1946, był jednym ze współtwórców i współpracowników pomorskiego dziennika „Ilustrowany Kurier Polski”, wydawanego najpierw przez Stronnictwo Pracy (1945–1950), a następnie będącego organem Stronnictwa Demokratycznego (1950–1991).
Pełnił też, w latach 1945–1949 i 1956–1964, funkcję redaktora naczelnego Zachodniej Agencji Prasowej. Dyrektor Biura Prac Kongresowych Ministerstwa Spraw Zagranicznych (1946–1949). W latach 1949–1956 dyrektor Biura Wydawnictw Polskiego Radia. W latach 1964–1967 był korespondentem Polskiego Radia i Telewizji w Niemczech Wschodnich i Berlinie Zachodnim. Był stałym komentatorem Dziennika Telewizyjnego (1968–1978 i od 1980). Założyciel i członek Towarzystwa Rozwoju Ziem Zachodnich (1957–1972) oraz Stowarzyszenia Dziennikarzy Polskich (1951–1982).

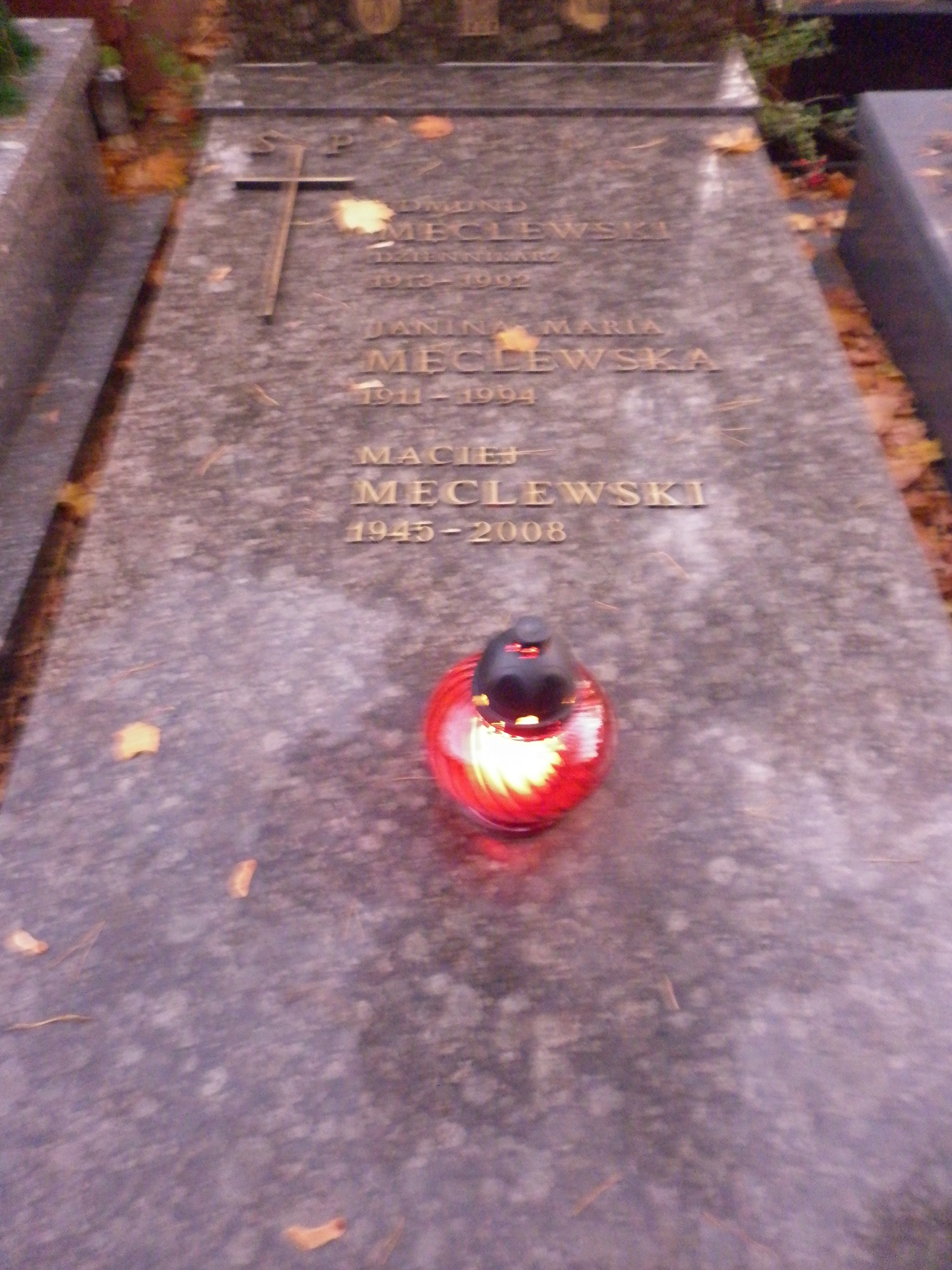
Grób Edmunda Męclewskiego i jego żony Janiny na cmentarzu Wojskowym na Powązkach w Warszawie

Pełnił mandat posła na Sejm PRL VI, VII, VIII i IX kadencji (jako bezpartyjny). W 1983 zasiadł w Radzie Krajowej Patriotycznego Ruchu Odrodzenia Narodowego. W latach 1986–1989 był członkiem Ogólnopolskiego Komitetu Grunwaldzkiego. W latach 1988–1990 członek Rady Ochrony Pamięci Walk i Męczeństwa.
Od 1986 do 1990 zajmował stanowisko przewodniczącego Stowarzyszenia Wisła–Odra. W latach 1986–1988 członek Społecznego Komitetu Odnowy Starego Miasta Zamościa.
Pochowany na cmentarzu Wojskowym na Powązkach w Warszawie (kwatera A3 tuje-1-30).

## Życie prywatne
Mieszkał w Warszawie. Żonaty z Janiną Marią z domu Krawczyk (1911–1994).

## Odznaczenia (wybrane)
- Krzyż Komandorski Orderu Odrodzenia Polski
- Krzyż Oficerski Orderu Odrodzenia Polski
- Krzyż Kawalerski Orderu Odrodzenia Polski
- Order Sztandaru Pracy II klasy
- Krzyż Walecznych
- Warszawski Krzyż Powstańczy
- Złoty Medal „Za zasługi dla obronności kraju”
- Srebrny Medal „Za zasługi dla obronności kraju”
- Odznaka „Zasłużony Działacz Kultury”
- Medal Zasługi (NRD, 1986)[9]

## Twórczość książkowa
- Walka graniczna trwa, 1939
- Powrót Polski nad Odrę, Nysę Łużycką i Bałtyk, Warszawa 1970
- Niemcy w Europie, 1974
- Nie przezwyciężona przeszłość, Warszawa 1977
- Rachunek zbrodni, Warszawa 1978
- Spadkobiercy Rzeszy (t. 1–3), KAW, Warszawa 1978–1979
- 33 miliony lat niewolniczej pracy. Szkice do problematyki odszkodowań od RFN, Książka i Wiedza, Warszawa 1987